# 劉振東 (1897年)
刘振东（1897年—1987年）字铎山，今山东省龙口市龙港街道中村人。中华民国经济学家、法学家。

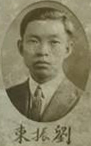

## 生平
1916年，刘振东入北京大学法学院预科，1919年毕业。1919年五四运动爆发，刘振东作为青年学生代表，手执旗帜在队伍前头，在火烧赵家楼事件中率先攻击曹汝霖住宅，成为五四运动健将之一。
1920年秋，刘振东考取山东省公费赴美国留学，入哥伦比亚大学本科，主修历史及经济，1922年升入哥伦比亚大学政治经济学院，后来获得哥伦比亚经济学博士学位。在美国留学8年期间，先后游历了美国15个州32个市。1926年起，刘振东在欧洲游历一年，先后在英国伦敦大学及法国巴黎大学学习。在欧洲游历1年期间，先后游历了10个国家61座城市。
1927年归国后，刘振东先后加入中国经济学社、中国地政学会、学艺学社等学术团体。1927年，刘振东任广州国立中山大学教授。1928年到南京，任国立中央大学经济系教授兼系主任。1929年，任中央政治学校教务副主任兼财政系主任。除授课外，他还先后著有《中国之新币制问题》、《中国币制改造问题与有限银本体制》等书，力主中国实行有限银本位制。
1935年，刘振东任国民政府立法院立法委员。1941年，刘振东任国民政府财政部国家专卖事业设计委员会委员兼秘书长。 1945年后，担任国民政府财政部全国财务人员训练所教育长。1946年，当选为制憲國民大會代表，起草了《国民经济及社会安全》条文。1947年，出任全国经济委员会委员兼中央银行处处长。1948年，当选为立法院立法委员。第二次国共内战末期，刘振东离开中国大陆，最终到达台湾，继续担任立法委员。
1987年，刘振东病逝。